# 완벽
완벽(完璧)은 아무런 흠이 없는 상태를 말한다.
완벽이라는 용어는 개념이라는 일정한 다양성을 가리키기 위해 사용된다. 이 개념들은 특히 수학, 물리학, 화학, 윤리학, 미학, 온톨로지, 신학 등 수많은 개개의 학문에 역사적으로 기술되어 왔다.

## 참고 문헌
- Władysław Tatarkiewicz, O doskonałości (On Perfection), Warsaw, Państwowe Wydawnictwo Naukowe, 1976.

## 같이 보기
- 인상여#완벽